# Ходош (Дарова, Тіміш)
Ходош (рум. Hodoș) — село у повіті Тіміш в Румунії. Входить до складу комуни Дарова.
Село розташоване на відстані 364 км на північний захід від Бухареста, 45 км на схід від Тімішоари.

## Населення
За даними перепису населення 2002 року у селі проживали 405 осіб, з них 401 особа (99,0%) румунів. Рідною мовою 401 особа (99,0%) назвала румунську.